# Neocribellatae
Neocribellatae — одна з двох груп аранеоморфних павуків, що включає більшість видів павуків (близько 32 тисяч видів).

## Класифікація
Ця група включає в себе 3 серії Gradunguleae (1 родина), Haplogynae (6 надродин, 17 родин) і Entelegynae (21 надродина, 70 родин).
- Серія Gradunguleae
  - Надродина Austrochiloidea
    - Родина Austrochilidae
    - Родина Gradungulidae
- Серія Haplogynae
  - Надродина Caponioidea
    - Родина Caponiidae
    - Родина Tetrablemmidae

  - Надродина Dysderoidea
    - Родина Dysderidae
    - Родина Oonopidae
    - Родина Orsolobidae
    - Родина Segestriidae

  - Надродина Filistatoidea
    - Родина Filistatidae

  - Надродина Leptonetoidea
    - Родина Leptonetidae
    - Родина Охирокератидові павуки (Ochyroceratidae)
    - Родина Telemidae

  - Надродина : Pholcoidea
    - Родина Diguetidae
    - Родина Павуки-косарі, або павуки-довгоніжки (Pholcidae)
    - Родина Plectreuridae

  - Надродина Scytodoidea
    - Родина Drymusidae
    - Родина Periegopidae
    - Родина Шиплячі павуки (Scytodidae)
    - Родина Sicariidae
- Серія Entelegynae
  - Надродина Agelenoidea
    - Родина Agelenidae
    - Родина Amphinectidae

  - Надродина Amaurobioidea
    - Родина Amaurobiidae

  - Надродина Araneoidea
    - Родина Anapidae
    - Родина Павуки-кругопряди або хрестовики (Araneidae)
    - Родина Cyatholipidae
    - Родина Листові, або монетні павуки (Linyphiidae)
    - Родина Мисменові павуки (Mysmenidae)
    - Родина Nephilidae
    - Родина Nesticidae
    - Родина Пимові павуки (Pimoidae)
    - Родина Симфитогнатові павуки (Symphytognathidae)
    - Родина Синафридові павуки (Synaphridae)
    - Родина Синотаксові павуки (Synotaxidae)
    - Родина Tetragnathidae
    - Родина Павуки-тенетники (Theridiidae)
    - Родина Променеві павуки (Theridiosomatidae)

  - Надродина Archaeoidea
    - Родина Archaeidae
    - Родина Голархаїдові павуки (Holarchaeidae)
    - Родина Мецизмохенидові павуки (Mecysmaucheniidae)
    - Родина Мікрофолкомматидові павуки (Micropholcommatidae)
    - Родина Парархеідові павуки (Pararchaeidae)

  - Надродина †Archaeometoidea
    - Родина †Археометові павуки (†Archaeometidae)

  - Надродина Dictynoidea
    - Родина Anyphaenidae
    - Родина Cybaeidae
    - Родина Дезові припливні павуки (Desidae)
    - Родина (Dictynidae)
    - Родина Карликові листові павуки (Hahniidae)
    - Родина Никодамові павуки (Nicodamidae)

  - Надродина Corinnoidea
    - Родина Corinnidae
    - Родина Ліокранові сумочні павуки (Liocranidae)

  - Надродина Eresoidea
    - Родина Eresidae
    - Родина Hersiliidae
    - Родина Дискові павуки (Oecobiidae)
    - Родина †Спатіаторидові павуки (†Spatiatoridae)

  - Надродина Gnaphosoidea
    - Родина Ammoxenidae
    - Родина Cithaeronidae
    - Родина Gallieniellidae
    - Родина Gnaphosidae
    - Родина Lamponidae
    - Родина Prodidomidae
    - Родина Trochanteriidae

  - Надродина Lycosoidea
    - Родина Ctenidae
    - Родина Павуки-вовки (Lycosidae)
    - Родина Oxyopidae
    - Родина Pisauridae
    - Родина Psechridae
    - Родина Senoculidae
    - Родина Stiphidiidae
    - Родина Trechaleidae
    - Родина Zoridae
    - Родина Zorocratidae
    - Родина Zoropsidae

  - Надродина Mimetoidea
    - Родина Малкарові павуки (Malkaridae)
    - Родина Павуки-пірати (Mimetidae)

  - Надродина Palpimanoidea
    - Родина Гуттонові павуки (Huttoniidae)
    - Родина Щупальценогі павуки (Palpimanidae)
    - Родина Стенохілові павуки (Stenochilidae)

  - Надродина †Pyritaraneoidea
    - Родина †Пирітаранові павуки (†Pyritaraneidae)
    - Родина †Параттові павуки (†Parattidae)

  - Надродина Salticoidea
    - Родина Павуки-скакуни (Salticidae)

  - Надродина Selenopoidea
    - Родина Настінні павуки-краби (Selenopidae)

  - Надродина Sparassoidea
    - Родина Sparassidae

  - Надродина Tengelloidea
    - Родина Тенгелові павуки (Tengellidae)

  - Надродина Thomisoidea
    - Родина Крабові павуки (Philodromidae)
    - Родина Павуки-краби, або павуки-бокоходи (Thomisidae)

  - Надродина Titanoecoidea
    - Родина Phyxelididae
    - Родина Титаноецові павуки (Titanoecidae)

  - Надродина Uloboroidea
    - Родина Павуки-огри (Deinopidae, або Dinopidae)
    - Родина Пероногі павуки (Uloboridae)

  - Надродина Zodaroidea
    - Родина Павуки—мурахоїди (Zodariidae)

  - Надродина incertae sedis
    - Родина Clubionidae
    - Родина Myrmecicultoridae